# Halsbach
Halsbach là một đô thị thuộc huyện Altötting bang Bayern nước Đức